# Flugplatz Gersthofen-Gablingen

i7
i11
i13

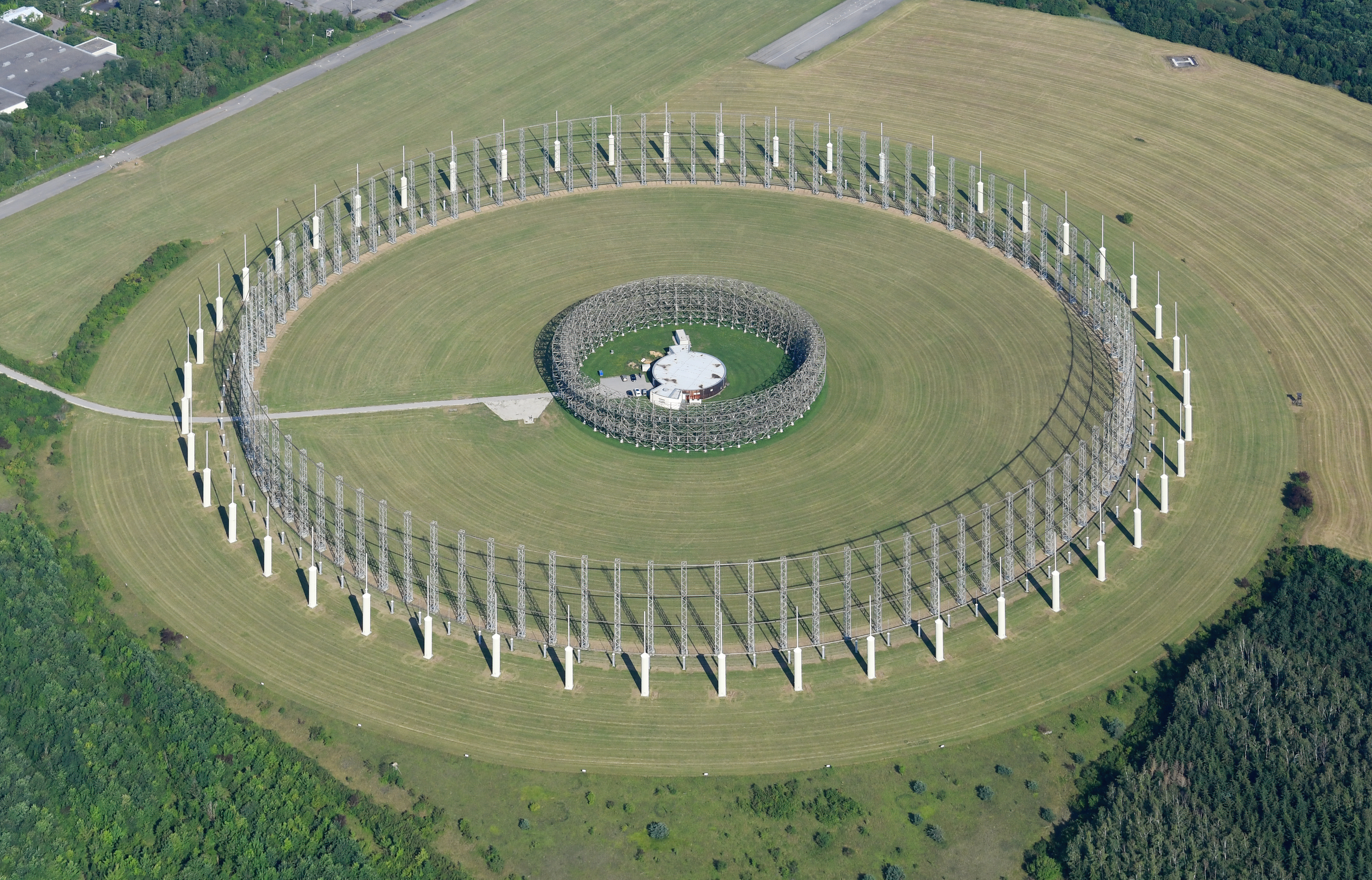
Detailaufnahme der Peilantenne

Der Flugplatz Gersthofen-Gablingen war ein deutscher Militärflugplatz bei Augsburg. Auf seinem Gelände ist eine weithin sichtbare Wullenwever-Antenne (BND-Außenstelle Gablingen) installiert, die den US-Streitkräften bis zur Übergabe des Geländes an die Bundeswehr zur Fernmelde- und Elektronischen Aufklärung diente.

## Geschichte

### Anfänge
Er wurde von 1914 bis 1918 als Flugfeld Gersthofen als Unterabteilung der Fliegerschule Schleißheim von der Königlich Bayerischen Fliegertruppe genutzt. Im Ersten Weltkrieg war in Gersthofen die Fliegerschule V der königlich-bayerischen Fliegertruppen. Es entstanden Hallen, Tankanlagen, ein Schießstand, Baracken und Kasernen. Dort leistete unter anderem der bekannte Maler Paul Klee einen Teil seines Militärdiensts ab.
Für den einfachen und schnellen Bau von Flugzeugwerften entwickelten die bayerischen Fliegertruppen einen Musterentwurf, der eine Eisen-Skelettbauweise vorsah. Nach dieser Vorgabe entstand am Flugplatz Gersthofen 1917 eine Werft, die 1980 zusammen mit der gesamten Kasernenanlage aus Gründen der militärischen Sicherheit abgerissen wurde. Seit Frühjahr 1918 bezeichnete man den Flugplatz als Flughafen (bzw. Fliegerschule) Gablingen-Gersthofen.
Nach dem Ersten Weltkrieg wurde das Gelände größtenteils zurückgebaut. Ab 1934 wurde der Flughafen wieder für militärische Zwecke verwendet und diente als Umschlagplatz für Ausrüstung, Munition und Verpflegung.

### Fliegerhorst der Luftwaffe
Nach der Machtergreifung der Nazis wurde der Flugplatz Mitte der 1930er Jahre für die Luftwaffe reaktiviert. Im Zweiten Weltkrieg wurde der Flugplatz durch die alliierte Aufklärung erst sehr spät entdeckt, da er sehr gut getarnt war (unter anderem wurden Kühe aus Pappmaché aufgestellt und das Flugfeld als See getarnt). Auf dem Flugplatz waren die Flugzeugführerschule A5, die Nachtjagdschule 1 und die Flugzeugführerschule C7 stationiert. Auch wurde die Messerschmitt Me 163 Komet hier getestet. Unter anderem waren auf dem Flugplatz Messerschmitt Me 262-Flugzeuge sowie die Messerschmitt Bf 109 C-1 der 2./ JGr. 176 stationiert. Ende 1943 wurden Teile der Messerschmitt Me 264, sog. 'Amerikabomber', nach Gersthofen gebracht, um in Augsburg Platz für die Messerschmitt Me 410 zu bekommen. Im Bereich der Kasernenanlagen waren auch Tunnelanlagen installiert; diese dienten für Versorgungsleitungen und verbanden unterirdisch auch alle Kasernengebäude. Es soll jedoch nach Aussagen ehemaliger amerikanischer Soldaten, die nach Ende des Zweiten Weltkrieges in Gablingen stationiert waren, auch massive Tunnelanlagen gegeben haben, die mehrere Stockwerke in die Tiefe führten.

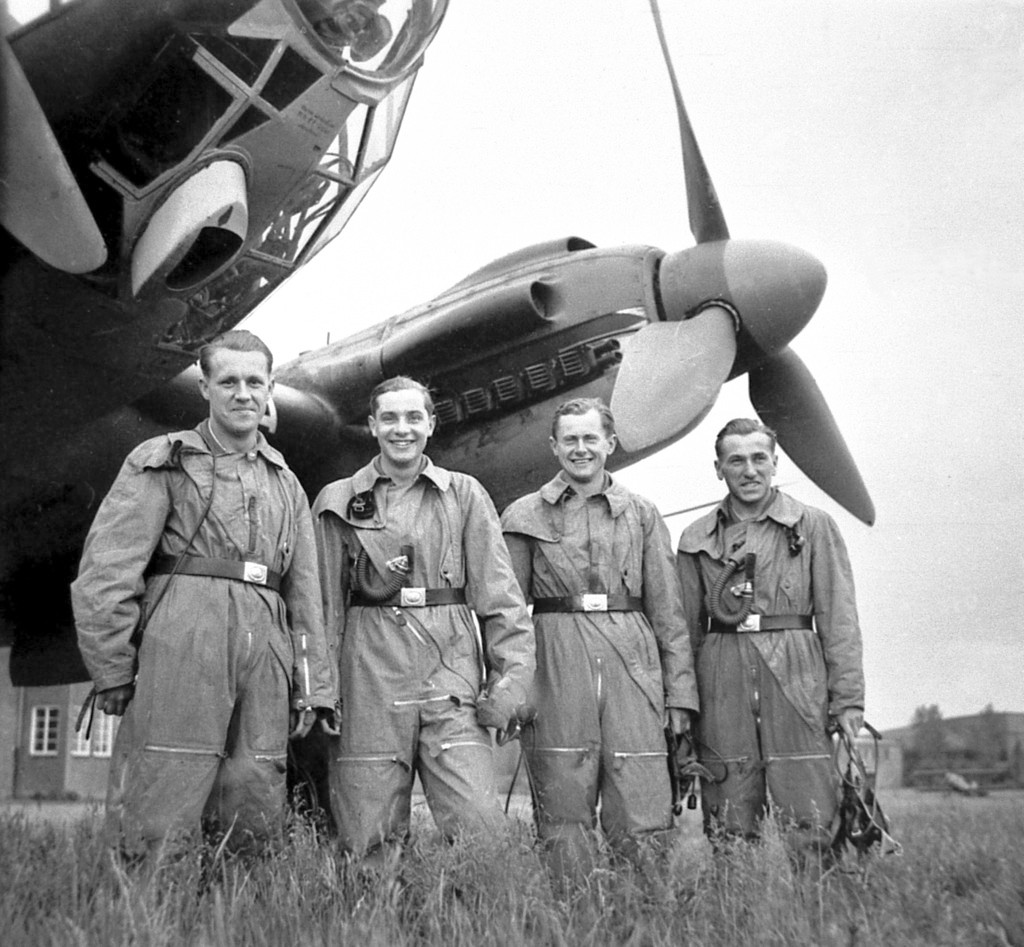
Besatzung der Heinkel He 111 H-16 'A1+AC', Stab II./KG 53, Gablingen 1943

Dort sind weitere Seitentunnels eingerichtet; diese sind aber mittlerweile eingestürzt oder mit Wasser geflutet. Angeblich liegt in den Tunnelanlagen bis heute noch Gerät aus dem Zweiten Weltkrieg. Auch soll es sehr lange Tunnels in die anliegende Gemeinde Gablingen geben. Im Bereich der Adalbert-Stifter-Siedlung in Höhe des heutigen Spielplatzes befindet sich am Osthang ein zugeschütteter Tunnelzugang, ob dieser jedoch mit dem Flugplatz Gablingen verbunden ist, konnte bis heute nicht geklärt werden. Festzuhalten ist jedoch, dass 1944 auf dem rund 800 Meter entfernten Chemiewerk der I.G.-Farben-Tochter Transehe die Produktion von Raketentreibstoff begonnen wurde.
Der oben angesprochene eventuelle Tunnelzugang am Rande der Adalbert-Stifter-Siedlung, die damals noch nicht existierte, befindet sich nur wenige hundert Meter vom Werksgelände entfernt. Da der gesamte Flugplatz bis heute Sperrgebiet ist, konnte eine Erforschung der Anlagen nicht durchgeführt werden. Nach amerikanischen Aussagen wird vermutet, dass die Tunnelsysteme für verschiedene Tests benutzt wurden.
Am 16. März 1944 wurde der Flugplatz von zwei Combat Wings (ca. 100–120 Flugzeuge des amerikanischen Bombertyps B-17 und B-24), die am Morgen von den englischen Flugplätzen Beachy Head und Dungeness bei Dover gestartet waren, angegriffen. Am 24. April 1944 griffen bei einem Großangriff auf Süddeutschland 120 Bomber vom Typ B 24 (Liberator) den Flugplatz an. Bei den Angriffen kamen auch Bewohner der Nachbargemeinde Stettenhofen ums Leben.
Die folgende Tabelle zeigt die vollständige Auflistung aller fliegenden aktiven Einheiten (ohne Schul- und Ergänzungsverbände) der Luftwaffe der Wehrmacht die hier zwischen 1937 und 1945 stationiert waren.
| Von           | Bis           | Einheit                                                        | Ausrüstung                       |
| ------------- | ------------- | -------------------------------------------------------------- | -------------------------------- |
| April 1937    | Juni 1938     | Stab, I./KG 355 (Stab und I. Gruppe des Kampfgeschwaders 355)  | Heinkel He 111B/E                |
| November 1938 | Dezember 1938 | I./JG 144 (I. Gruppe des Jagdgeschwaders 144)                  | Messerschmitt Bf 109D            |
| Januar 1939   | April 1939    | I./ZG 144 (I. Gruppe des Zerstörergeschwaders 144)             | Messerschmitt Bf 109D            |
| Mai 1939      | Juni 1939     | II./ZG 76                                                      | Messerschmitt Bf 109D            |
| Oktober 1939  | Mai 1940      | 4.(F)/Aufkl.Gr. 121 (4. Staffel der Fernaufklärungsgruppe 121) | Dornier Do 17P, Junkers Ju 88A/D |
| November 1939 | Februar 1940  | I./KG 27                                                       | Heinkel He 111P                  |
| März 1940     | Mai 1940      | III./KG 55                                                     | Heinkel He 111P                  |
| März 1943     | April 1943    | I./KG 53                                                       | Heinkel He 111P                  |
| April 1943    | Juli 1943     | II./KG 53                                                      | Heinkel He 111H-16               |
| Juli 1943     | Dezember 1943 | III./KG 53                                                     | Heinkel He 111H-16               |
| April 1945    | April 1945    | NSGr. 1 (Nachtschlachtgruppe 1)                                |                                  |
| April 1945    | April 1945    | Nahaufkl.St. 13./14                                            |                                  |

#### Konzentrationslager
Im Bereich des Flugplatzes war ab Anfang 1944 auch ein Außenlager des Konzentrationslagers Dachau eingerichtet. Etwa 1000 Häftlinge und Zwangsarbeiter befanden sich in dem Lager, die Arbeiten rund um den Flugplatz leisten mussten.

### Nutzung durch die United States Army
Nach Einnahme des Flugplatzes durch die United States Army wurde Advanced Landing Ground R-77, so seine alliierte Codebezeichnung, Stützpunkt der United States Army Air Forces, die ihn später als Gablingen Airfield bezeichneten. Seine Kommandostelle war Airfield R-59 in Leipheim, er erhielt den Spitznamen „Gab“ und wurde in der Nachkriegszeit als Air Base Barracks Gablingen genutzt.
Im Jahr 1956 wurden für die 11. US-Luftlandedivision Übungsanlagen für Fallschirmspringer in der Gablingen Kaserne errichtet. Die Springerschule wurde bis zur Auflösung dieser Division im Jahre 1957 genutzt. Danach wurde auf dem Flugfeld das 188th Airborne Infantry Regiment, später das 187th Airborne Infantry Regiment stationiert. Während der Anwesenheit des 7th MEDCOM (Medical Detachment Helo Ambulances) waren auf dem Flugplatz 6 UH-1H der 236th Med Det (Hel Amb) stationiert. In der Zeit des Vietnamkrieges (zwischen 1966 und 1967) wurde der Flugplatz auch als Übungsflugplatz für Hubschrauberpiloten genutzt. Der militärische Flugbetrieb auf dem zuletzt nurmehr als Augsburg Army Heliport (Augsburg AHP) bezeichnetem noch fliegerisch genutzten Teil des Geländes wurde 1992 eingestellt.
Die Kaserne wurde zur Field Station Augsburg und 1971 wurde auf dem Flugfeld eine Abhöranlage installiert. Die Signals-Intelligence-Anlage (eine Wullenweber-Kreisantennenanlage) hat einen Durchmesser von circa 365 Meter und hatte bis zu 40 Meter hohe Antennengitter. Mit Hilfe dieses Elefantenkäfigs konnte in den Zeiten des Kalten Krieges Funkverkehr auf Kurzwelle mit mehreren tausend Kilometern Reichweite abgehört und auch gepeilt werden. In zwölf Stockwerken unter der Erde sollen die Abhörergebnisse durch die gigantischen Computeranlagen der 66. Nachrichtendienstgruppe ausgewertet worden sein; was genau dort stattfand und ob es wirklich 12 Stockwerke sind, ist bis heute streng geheim. 1985 waren 1.814 INSCOM-Mitarbeiter stationiert; diese arbeiteten unter der Fachaufsicht der NSA.
Die Anlage wurde 1998 durch die USA aufgegeben und der Bundeswehr übergeben.

## Heutige Nutzung
Unmittelbar am Platzrand liegt die Justizvollzugsanstalt Augsburg Gablingen (Am Fliegerhorst 1, 86456 Gablingen). Es besteht der Verdacht, dass hier Gefangene geschlagen und teils nackt in besonders gesicherten Hafträumen eingesperrt wurden. Die Staatsanwaltschaft ermittelt.
Die Abhöranlagen gehören heute der FmSt Süd der Bundeswehr, sie werden angeblich nicht mehr weiter betrieben. Der BND listete – neben der Anlage in Bad Aibling – auch Gablingen als einen der Standorte auf, die nicht nach Berlin umziehen werden. 2014 gab der Bundesnachrichtendienst die Tarnlegende auf.

## Ausbau Bundesstraße 2
Durch die Übergabe an die Bundeswehr konnte auch endlich eine Lösung zum Umbau der Bundesstraße 2 verwirklicht werden. So weigerten sich die Amerikaner über Jahre, den Außenzaun um 15 Meter nach innen zu versetzen, was nötig gewesen wäre, um die angrenzende Bundesstraße vierspurig auszubauen.